# Guazuma longipedicellata
Guazuma longipedicellata là một loài thực vật có hoa trong họ Cẩm quỳ. Loài này được Freytag mô tả khoa học đầu tiên năm 1951.